# Meimerhausen
Meimerhausen ist ein Ortsteil der Gemeinde Freden (Leine) im niedersächsischen Landkreis Hildesheim.

## Geografie
Durch das Dorf führt die Landesstraße L 486. Am südlichen Ortsrand fließt die Leine.

## Geschichte
Das Hildesheimer Kloster St. Michael besaß 1321 einen Berg bei „Meymerhusen“. Weiterer Besitz bei dem Dorf ist 1578 beurkundet in einem Erbregister der Burg Winzenburg, woraus hervorgeht, dass das Geschlecht „Ruscheplaten“ hier bis 1609 einen Sitz hatte und auch im nahen Dorf Everode über Ländereien verfügte. Das Gut kam danach an wechselnde Besitzer. Um 1855 wurden die Bauern gemäß Ablösungsrecht von ihren Lasten befreit. 1861 kaufte es Baron von Steinberg. Als dieses Geschlecht 1911 im Mannesstamm ausstarb, verkaufte es die Tochter von Steinberg, die später in das Haus Hardenberg einheiratete, und die Ländereien wurden in kleinere Parzellen aufgeteilt. 1925 betrug die Einwohnerzahl 188. Im Jahr 1961 hatte der Ort 272, im Jahr 1970, kurz vor der Eingemeindung, 190 Einwohner. Am 1. März 1974 wurde Meimerhausen in die Gemeinde Freden (Leine) eingegliedert.

## Politik

### Gemeinderat und Bürgermeister
Meimerhausen wird seit dem 1. März 1974 auf kommunaler Ebene von dem Gemeinderat der Gemeinde Freden vertreten.

### Liste der vergangenen Ortsvorsteher
In der Zeit von 1819 bis Anfang des 20. Jahrhunderts wirkten in Meimerhausen folgende Ortsvorsteher:
- Goecke (1819)
- Leiffholdt (1848 ff.)
- Brodthage (1854)
- Tegtmeyer (seit 1855)
- Birnbaum (seit 1861)
- Nolte (seit 1873)
- Sander (seit 1879)
- Nolte (seit 1885)
- Bartens (seit 1891)
- Nolte (seit 1911)

### Wappen
Der Gemeinde wurde das Ortswappen am 5. Mai 1939 durch den Oberpräsidenten der Provinz Hannover verliehen. Der Landrat aus Alfeld überreichte es am 7. Dezember desselben Jahres.
| Wappen von Meimerhausen | Blasonierung: „In blauem Schild auf grünem, mit einer liegenden silbernen Hirschgeweihstange belegtem Hügel, eine Elster in natürlichen Farben mit schräg nach oben gerichtetem Schwanz und erhobenen rechten Bein.“ |
| Wappen von Meimerhausen | Wappenbegründung: Nach der Erinnerung der Alten des Dorfes Meimerhausen war vor der Verkoppelung der Gemarkung, als noch überall an Wegen und Rainen Baum und Hagen ihren Platz hatten, die Elster der Charaktervogel des Ortes und seiner Umgebung, der in Sage und Brauchtum eine gewichtige Rolle spielte. Mit Recht erkor so die Gemeinde den heute in seiner Feldmark zur Seltenheit gewordenen schönen Vogel als Wahrzeichen. |

## Sehenswürdigkeiten
Bauwerke
- Die Dorfkirche bzw. -kapelle ist ein Backsteinbau mit einem Westturm.[3] Sie wurde 1878/80 nach dem Plan von Conrad Wilhelm Hase im Stil der Neugotik auf dem Platz der Vorgängerkirche gebaut. Sie ist einem barocken Altar ausgestattet. Es wurde eine Faber-Orgel eingebaut mit dem Prospekt der vorherigen Lindrum-Orgel, die man aus Ohrum gekauft hatte.
- Die seit 1960 mit der St.-Laurentius-Kirchengemeinde in Freden pfarramtlich verbundene Kirchengemeinde wurde am 1. Juli 1997 aufgehoben und in eine Kapellengemeinde umgewandelt.[4] Sie ist jetzt Teil der St.-Laurentius-Kirchengemeinde (Kirchenkreis Hildesheimer Land-Alfeld).